# Nomenclatura dels satèl·lits naturals
L'assignació oficial dels noms dels satèl·lits naturals és responsabilitat, des de 1973, de la Unió Astronòmica Internacional (en anglès International Astronomical Union o IAU), en concret, d'un comitè per a la nomenclatura del sistema planetari (actualment, el Grup de Treball per a la Nomenclatura del Sistema Planetari, en anglès, Working Group for Planetary System Nomenclature, conegut per les seves sigles WGPSN).
Abans de la formació del WGPSN, l'elecció dels noms va ser determinada en la majoria dels casos pels descobridors dels satèl·lits, encara que a alguns satèl·lits no se'ls va posar nom fins molts anys després del seu descobriment (per exemple, Tità va ser descobert per Christiaan Huygens el 1655, però no va ser nomenat fins al 1847, gairebé dos segles després).
Abans que la UAI assumís la responsabilitat de la nomenclatura astronòmica, només vint-i-cinc satèl·lits tenien un nom d'ús generalitzat, i que encara utilitzen. Des de llavors, s'han nomenat 124 satèl·lits més: 45 satèl·lits de Júpiter, 43 de Saturn, 22 d'Urà, 11 de Neptú, 3 de Plutó, 1 d'Eris, i 2 d'Haumea. El nombre seguirà en augment a mesura que els descobriments de les sondes actuals siguin documentats i es descobreixin nous satèl·lits.
En l'Assemblea General de la UAI al juliol de 2004, el WGPSN va suggerir que pogués ser aconsellable no nomenar els petits satèl·lits, ja que la tecnologia CCD permet descobrir satèl·lits molt petits, fins a 1 quilòmetre de diàmetre. Fins avui, no obstant això, s'han assignat noms a tots els satèl·lits descobertes, amb independència de la seva grandària.

## Nomenclatura dels satèl·lits segons objecte del sistema solar

### La Terra
Totes les llengües humanes tenen una paraula per designar la Lluna de la Terra, sent aquests paraules les normalment utilitzades en contextos astronòmics, encara que s'han utilitzat també un bon nombre de noms fantàstics o mitològics (i en contextos no astronòmics s'ha utilitzat un nombre encara major d'epítets de la Lluna). Al segle xvii, s'al·ludia a la Lluna de vegades com a Proserpina. En anglès el seu nom és "moon", però —especialment en contextos de ciència-ficció— s'ha usat de vegades el nom d'origen llatí "luna"; probablement per analogia amb els noms científics dels planetes, o per associació amb l'adjectiu "lunar" (que sí existeix en aquest idioma). En la terminologia tècnica, paraules derivades del terme «seleno-» (del grec, selēnē, «lluna») i de «cynthi-» (de Cynthia, un epítet de la deessa Artemisa) s'utilitzen de vegades per referir-se a la Lluna, com en selenografia, selenografia i pericynthion.

### Mart
Els satèl·lits de Mart (Fobos i Deimos) van ser nomenats per Asaph Hall el 1878, poc després que els descobrís. Porten el nom dels fills del déu Mart (l'equivalent romà del déu grec Ares).

### Júpiter
Els satèl·lits galileans de Júpiter (Io, Europa, Ganímedes i Cal·listo) van ser nomenats per Simon Marius poc després del seu descobriment el 1610. No obstant això,a finals del segle xix aquests noms havien caigut en desús, i durant bastant temps va ser més comú referir-se a ells en la literatura astronòmica simplement com «Júpiter I», «Júpiter II», etc, o com «el primer satèl·lit de Júpiter», «el segon satèl·lit de Júpiter», etc.
En la primera dècada del XX els noms de Io, Europa, Ganimedes i Cal·listo havien tornat a recobrar popularitat, però els satèl·lits descoberts més tard, numerats, en general amb nombres romans V (5) al XII (12), es van mantenir sense nom. Per convenció popular, encara que no oficial, Júpiter V, descobert el 1892, va rebre el nom de Amaltea, utilitzat per primera vegada per l'astrònom francès Camille Flammarion.
Els altres satèl·lits (descoberts entre 1904 i 1951) van ser, en la immensa majoria de la literatura astronòmica, simplement deixats sense nom. No es va proposar cap nom fins que Brian G. Marsden va proposar una nomenclatura per a aquests satèl·lits el 1955. Encara que els noms de 1955 van tenir una acceptació immediata en alguns sectors (per exemple, en la ciència-ficció i en els articles de divulgació científica), poques vegades van ser usats en la literatura astronòmica fins a la dècada de 1970.
Entre 1955 i 1975 es van realitzar altres dues propostes per nomenar aquests satèl·lits, ambdues fetes per astrònoms soviètics (E. I. Nesterovich, en 1962, i Yu. A. Karpenko, el 1973). Ambdues propostes no van ser ben rebudes per la comunitat astronòmica.
El 1975, després del descobriment el 1974 del satèl·lit Júpiter XIII per Charles Kowal, el Grup de Tasques per a la Nomenclatura del Sistema Solar exterior (en anglès, Task Group for Outer Solar System Nomenclature) de la UAI va concedir noms als satèl·lits V-XIII, i va preveure un procés de designació formal per als futurs satèl·lits a descobrir. En aquest nou procés, Júpiter V va continuar com Amaltea, Júpiter XIII va ser nomenat Leda d'acord amb un suggeriment de Kowal, i totes les propostes anteriors per als set satèl·lits VI-XII van ser abandonades en favor dels nous noms, d'acord amb un esquema suggerit pel filòleg alemany Jürgen Blunck.
Els nous noms van rebre una considerable protesta d'alguns sectors: Kowal, malgrat suggerir un nom per a Júpiter XIII, era de l'opinió que els satèl·lits irregulars de Júpiter no haurien de ser tots nomenats; Carl Sagan va assenyalar que els noms triats eren extraordinàriament foscos (un fet que Tobias Owen, president del Grup de Tasques, va admetre que va ser intencionat en una resposta a Sagan) i va suggerir el seu propi nom el 1976; aquests conserven alguns dels noms de la proposta de 1955.
Les propostes es resumeixen en la següent taula (dades de Icarus)
| Nombre       | Proposta de 1955 Brian Marsden | Proposta de 1962 I. I. Nesterovich | Proposta de 1973 Yu. A. Karpenko | Proposta de 1975 Comitè de la UAI | Proposta de 1976 Carl Sagan |
| ------------ | ------------------------------ | ---------------------------------- | -------------------------------- | --------------------------------- | --------------------------- |
| Júpiter VI   | Hestia                         | Atles                              | Adrastea                         | Himalia                           | Maia                        |
| Júpiter VII  | Hera                           | Hercules                           | Dànae                            | Elara                             | Hera                        |
| Júpiter VIII | Posidó                         | Persèfone                          | Hèlena                           | Pasífae                           | Alcmena                     |
| Júpiter IX   | Hades                          | Cèrber                             | Ida                              | Sinope                            | Leto                        |
| Júpiter X    | Demèter                        | Prometeu                           | Latona                           | Lisitea                           | Demèter                     |
| Júpiter XI   | Pan                            | Dèdal                              | Leda                             | Carme                             | Sèmele                      |
| Júpiter XII  | Adrastea                       | Hefest                             | Sèmele                           | Anance                            | Dànae                       |

La pràctica actual és que els nous satèl·lits de Júpiter descoberts s'han de nomenar segons les amants mitològiques del déu Júpiter (Zeus). Un conveni també ha sorgit entre les altres llunes, pel qual a les llunes prògrades se'ls donin noms acabats en «a» o en «o», i a les llunes retrògrades noms que acaben en «i». El 2004, atès que se seguien descobrint nous satèl·lits de Júpiter, aquestes normes es van considerar excessivament restrictives. En l'Assemblea General de la UAI de juliol de 2004, per tant es va permetre a la WGPSN que els satèl·lits de Júpiter tornessin a ser nomenats segons els descendents de Zeus, a més dels seus amants i favorites, que havien estat la font anterior de noms. Tots els satèl·lits de Júpiter des del XXXIV (Eupòria) porten el nom de les filles de Zeus.

### Saturn
El 1847, els llavors set satèl·lits coneguts de Saturn van ser nomenats per John Herschel. Herschel va nomenar els dos satèl·lits més interiors (Mimas i Encèlad) segons els gegants mitològics grecs i els cinc exteriors segons els titans (Tità, Jàpet) i titánides (Tetis, Dione, Rea), de la mateixa mitologia. Fins llavors, Tità era conegut com «el satèl·lit huygenià (o huyghenian) de Saturn» i els altres satèl·lits eren denominats amb nombres romans en ordre de distància a Saturn. Els següents descobriments de satèl·lits de Saturn van seguir l'esquema d'Herschel: Hiperió va ser descobert poc després, el 1848, i el novè satèl·lit, Febe va ser nomenat pel seu descobridor, el 1899, poc després del seu descobriment: eren el nom d'un tità i una titànide respectivament. El nom de Janus va ser suggerit pel seu descobridor, Audouin Dollfus.
La pràctica actual de la UAI per als nous satèl·lits interiors descoberts és continuar amb el sistema d'Herschel, nomenant segons titans o els seus descendents. No obstant això, el creixent nombre de satèl·lits que van ser descoberts al segle XXI de nou va portar la UAI a elaborar un nou esquema per als satèl·lits exteriors. En l'Assemblea General de la UAI de juliol de 2004, el WGPSN va permetre que els satèl·lits de Saturn tinguessin noms de gegants i monstres en altres mitologies de l'antiguitat greco-romana. Els satèl·lits exteriors van rebre de manera natural un nom en tres grups: un grup porta el nom de gegants nòrdics; un altre de gegants cèltics i l'últim de gegants inuit. L'únic satèl·lit que no s'ajusta a aquest esquema és Febe, que està en el grup nòrdic.

### Urà
L'esquema de numeració romà dels satèl·lits d'Urà va variar durant un temps considerable. Sir William Herschel pensava que havia descobert fins a sis satèl·lits i fins i tot un anell. Durant gairebé cinquanta anys, l'instrument d'Herschel va ser l'únic amb el qual s'havien estat vists aquests satèl·lits. En la dècada de 1840, millors instruments i una posició més favorable d'Urà en el cel van portar a observacions esporàdiques de satèl·lits addicionals, de Titània i Oberó. Algunes publicacions van dubtar entre les denominacions de William Herschel (en què Titania i Oberó eren Urà II i IV) i les de William Lassell (on de vegades eren I i II). Amb la confirmació d'Ariel i Umbriel, Lassell va numerar de l'I a l'IV els satèl·lits d'Urà cap a fora, i així van quedar definitivament.
Les dos primers satèl·lits d'Urà, descoberts el 1787, no van rebre nom fins al 1852, un any després que altres dos satèl·lits haguessin estat descoberts. La responsabilitat de la denominació va ser presa per John Herschel, fill del descobridor d'Urà. Herschel, en lloc d'assignar noms de la mitologia grega, va nomenar els satèl·lits segons els esperits màgics de la literatura anglesa: les fades Oberó i Titània de l'obra de William Shakespeare, El somni d'una nit d'estiu, i els silfos, Ariel i Umbriel de l'obra de Alexander Pope, The Rape of the Lock (Ariel és també un follet en La tempesta de Shakespeare). El raonament presumiblement va ser que Urà, déu del cel i l'aire, estaria assistit pels esperits de l'aire.
Els següents noms, en lloc de seguir el tema dels "esperits de l'aire" (només Puck i Mab van continuar la tendència), es van centrar en material d'origen d'Herschel. El 1949, el cinquè satèl·lit, Miranda, va ser nomenat pel seu descobridor, Gerard Kuiper, segons un personatge totalment mortal en La tempesta shakespeareana. La pràctica actual de la UAI és que el nom dels satèl·lits sigui el de personatges de les obres de Shakespeare i de The Rape of the Lock (encara que fins avui només Ariel, Umbriel, i Belinda tenen noms extrets d'aquest últim poema, sent els restants de Shakespeare). Al principi, els satèl·lits ultraperifèrics van ser tots nomenats segons els personatges de La tempesta, però després de nomenar a Margarida, de l'obra Molt soroll per no res aquesta tendència es va acabar.

### Neptú
L'únic satèl·lit conegut de Neptú no va ser nomenat durant moltes dècades. Tot i que el 1880 Camille Flammarion va suggerir el nom de Tritó, no va ser d'ús general fins a mitjan segle xx, i durant molts anys va ser considerat «no oficial». En la literatura astronòmica s'hi feia referència simplement com «el satèl·lit de Neptú». Més tard, el segon satèl·lit conegut, Nereida, va ser descobert el 1949 per Gerard P. Kuiper.
La pràctica actual de la UAI per als nous satèl·lits descoberts de Neptú és que d'acord amb els dos primers siguin nomenats segons les deïtats gregues del mar.

### Plutó
El nom del satèl·lit de Plutó, Caront, va ser suggerit per James W. Christy, el seu descobridor, poc després del seu descobriment. A juny de 2006, altres dos satèl·lits han estat nomenats, Hidra i Nix.
Caront, Hidra i Nix són tots personatges de la mitologia grega, amb vincles amb l'Hades (l'equivalent grec de Plutó): Caront traslladava als morts a través del riu Aqueronte; Hidra vigilava les aigües de l'inframon; i Nix, mare de Caront, era la deessa de la foscor i la noche.en anys recents es van descobrir altres 2 satèl·lits, Cèrber i Estix. El Cèrber era el temible gos de 3 caps amb una serp per cua que custodiava les portes del Regne d'Hades i Estigia era la deessa del riu del mateix nom, el riu Estigia era un dels quals fluïen per l'Inframon i aquest era el riu de l'odi.

### Eris
El nom del satèl·lit de Eris, Disnòmia, va ser suggerit pel seu descobridor, Michael E. Brown, que també va suggerir el nom del planeta nan. Els noms van ser acceptats per la Unió Astronòmica Internacional el 14 de setembre de 2006.

### Haumea
El nom d'Haumea i els seus satèl·lits van ser suggerits per David Lincoln Rabinowitz, de l'Institut de Tecnologia de Califòrnia, i es refereixen a la deessa mare i les seves filles en la mitologia hawaiana.

### Asteroides i objectes del Cinturó de Kuiper
A diferència dels satèl·lits de planetes i planetes nans, s'han nomenat relativament pocs satèl·lits que orbitin asteroides. Entre ells estan els següents:
| Nom del satèl·lit | Nom del primari        | Numeral romà |
| ----------------- | ---------------------- | ------------ |
| Dactyl            | (243) Ida              | I            |
| Echidna           | (842355) Typhon        | I            |
| Linus             | (22) Cal·líope         | I            |
| Menoetius         | (617) Pàtrocle         | I            |
| Petit-Prince      | (45) Eugenia           | I            |
| Phorcys           | (65489) Ceto           | I            |
| Remus             | (87) Sylvia            | II           |
| Romulus           | (87) Sylvia            | I            |
| Sawiskera         | (88611) Teharonhiawako | I            |
| Zoe               | (58534) Logos          | I            |
| Weywot            | (50000) Quaoar         | I            |
| Vanth             | (90482) Orcus          | I            |

## Designació amb nombres romans
El sistema de numeració romana per als satèl·lits va sorgir amb el primer descobriment de satèl·lits naturals diferents de la Lluna de la Terra: Galileu es va referir als satèl·lits galileans com a «I» a «IV» (partint de Júpiter cap a fora), negant-se a aprovar els noms proposats pel seu rival Simon Marius. Similars sistemes de numeració van sorgir naturalment amb el descobriment de diversos satèl·lits de Saturn, Urà i Mart. El nombre designava els satèl·lits inicialment en seqüència orbital, i eren renumeradas després de cada nou descobriment: per exemple, abans del descobriment d'Mimas i Encèlad el 1789, Tetis era «Saturn I» i Dione «Saturn II», etc., però després que fossin descoberts nous satèl·lits, Mimas es va convertir en «Saturn I», Encèlad en «Saturn II», Tetis en «Saturn III» i Dione en «Saturn IV». A mitjan segle xix, no obstant això, la numeració es va considerar fixa, i els posteriors descobriments no seguien l'esquema de la seqüència de les òrbites. Amaltea, descobert el 1892, va ser denominat «Júpiter V», encara que la seva òrbita està més prop de Júpiter que Io («Júpiter I»). La convenció no declarada es va convertir després, a la fi del segle xix, que els nombres deurien reflectir, més o menys, l'ordre de descobriment, excepte les excepcions històriques anteriors (vegeu la Cronologia del descobriment dels planetes del sistema solar i dels seus satèl·lits naturals); encara que si un gran nombre de satèl·lits fossin descoberts en un curt perIode de temps, el grup podria ser numerat en seqüència orbital, o d'acord amb principis diferents als estrictament per ordre de descobriment. El conveni s'ha ampliat als satèl·lits naturals dels planetes menors, així com (87) Sylvia I Romulus.
Els nombres romans no solen ser assignats als satèl·lits fins que a aquests se'ls dona nom, així que encara que molts satèl·lits han estat descoberts, només tenen denominacions provisionals i no tenen nombres romans assignats (una excepció és el satèl·lit de Saturn, Helena, que va rebre el numeral romà XII el 1982, però no va ser nomenada fins al 1988). Atès que la Unió Astronòmica Internacional va començar a assignar noms a tots els satèl·lits el 1975, la utilització de denominacions mitjançant nombres romans ha disminuït i s'utilitzen molt rarament; Fobos i Deimos són rarament considerats com a «Mart I» i «Mart II» i la Lluna mai es coneix com a «Terra I».
Els tretze satèl·lits de Saturn nomenats des d'Aegir a Surtur, van ser nomenats en ordre alfabètic corresponent als seus nombres romans.

## Cronologia

### Noms anteriors a la UAI
Els següents noms van ser aprovats per processos informals anteriors a l'assumpció per part de la Unió Astronòmica Internacional del control de l'assignació de la nomenclatura de satèl·lits el 1973.
| Segle      | Data              | Nombrante | Nom | Imatge | Planeta/Nombre de designació | Data descobriment | Referències/Notes |
| ---------- | ----------------- | --- | --- | --- | --- | --- | --- |
| Segle xvii | 1614              | Simon Marius | Io | | Júpiter I | 1610 | Marius (Simon Mayr), en el seu llibre Mundus Iovialis anno M.dc.ix Detectus Ope Perspicilli Belgici, dona els noms dels satèl·lits galileans i els atributs que va suggerir a Johannes Kepler. |
| Segle xvii | 1614              | Simon Marius | Europa | | Júpiter II | 1610 | Marius (Simon Mayr), en el seu llibre Mundus Iovialis anno M.dc.ix Detectus Ope Perspicilli Belgici, dona els noms dels satèl·lits galileans i els atributs que va suggerir a Johannes Kepler. |
| Segle xvii | 1614              | Simon Marius | Ganímedes | | Júpiter III | 1610 | Marius (Simon Mayr), en el seu llibre Mundus Iovialis anno M.dc.ix Detectus Ope Perspicilli Belgici, dona els noms dels satèl·lits galileans i els atributs que va suggerir a Johannes Kepler. |
| Segle xvii | 1614              | Simon Marius | Cal·listo | | Júpiter IV | 1610 | Marius (Simon Mayr), en el seu llibre Mundus Iovialis anno M.dc.ix Detectus Ope Perspicilli Belgici, dona els noms dels satèl·lits galileans i els atributs que va suggerir a Johannes Kepler. |
| Segle XIX  | 1847              | John Herschel | Mimas | | Saturn I | 1789 | Herschel va nomenar els set satèl·lits de Saturn coneguts en el seu llibre Results of Astronomical Observations made at the Cape of Good Hope [Resultats de les observacions astronòmiques fetes en el cap de Bona Esperança], segons l'informat per William Lassell, Monthly Notices of the Royal Astronomical Society, Vol. 8, No. 3, pag. 42?43 14 de gener de 1848) |
| Segle XIX  | 1847              | John Herschel | Encèlad | | Saturn II | 1789 | Herschel va nomenar els set satèl·lits de Saturn coneguts en el seu llibre Results of Astronomical Observations made at the Cape of Good Hope [Resultats de les observacions astronòmiques fetes en el cap de Bona Esperança], segons l'informat per William Lassell, Monthly Notices of the Royal Astronomical Society, Vol. 8, No. 3, pag. 42?43 14 de gener de 1848) |
| Segle XIX  | 1847              | John Herschel | Tetis | | Saturn III | 1684 | Herschel va nomenar els set satèl·lits de Saturn coneguts en el seu llibre Results of Astronomical Observations made at the Cape of Good Hope [Resultats de les observacions astronòmiques fetes en el cap de Bona Esperança], segons l'informat per William Lassell, Monthly Notices of the Royal Astronomical Society, Vol. 8, No. 3, pag. 42?43 14 de gener de 1848) |
| Segle XIX  | 1847              | John Herschel | Dione | | Saturn IV | 1684 | Herschel va nomenar els set satèl·lits de Saturn coneguts en el seu llibre Results of Astronomical Observations made at the Cape of Good Hope [Resultats de les observacions astronòmiques fetes en el cap de Bona Esperança], segons l'informat per William Lassell, Monthly Notices of the Royal Astronomical Society, Vol. 8, No. 3, pag. 42?43 14 de gener de 1848) |
| Segle XIX  | 1847              | John Herschel | Rea | | Saturn V | 1672 | Herschel va nomenar els set satèl·lits de Saturn coneguts en el seu llibre Results of Astronomical Observations made at the Cape of Good Hope [Resultats de les observacions astronòmiques fetes en el cap de Bona Esperança], segons l'informat per William Lassell, Monthly Notices of the Royal Astronomical Society, Vol. 8, No. 3, pag. 42?43 14 de gener de 1848) |
| Segle XIX  | 1847              | John Herschel | Tità | | Saturn VI | 1655 | Herschel va nomenar els set satèl·lits de Saturn coneguts en el seu llibre Results of Astronomical Observations made at the Cape of Good Hope [Resultats de les observacions astronòmiques fetes en el cap de Bona Esperança], segons l'informat per William Lassell, Monthly Notices of the Royal Astronomical Society, Vol. 8, No. 3, pag. 42?43 14 de gener de 1848) |
| Segle XIX  | 1847              | John Herschel | Jàpet | | Saturn VIII | 1671 | Herschel va nomenar els set satèl·lits de Saturn coneguts en el seu llibre Results of Astronomical Observations made at the Cape of Good Hope [Resultats de les observacions astronòmiques fetes en el cap de Bona Esperança], segons l'informat per William Lassell, Monthly Notices of the Royal Astronomical Society, Vol. 8, No. 3, pag. 42?43 14 de gener de 1848) |
| Segle XIX  | 1848              | William Lassell | Hiperió | | Saturn VII | 1847 | Lassell, seguint l'esquema suggerit per John Herschel, va nomenar Hiperió Discovery of a New Satellite of Saturn, Monthly Notices de la Royal Astronomical Society, vol. 8, No. 9, pag. 195-97. |
| Segle XIX  | 1852              | John Herschel | Ariel | | Urà II | 1851 | Herschel va nomenar els quatre satèl·lits coneguts d'Urà en Astronomische Nachrichten, vol. 34, No. 812, pag. 325-26, 21 de juny de 1852 (comunicació de data 26 de maig de 1852.) |
| Segle XIX  | 1852              | John Herschel | Umbriel | | Urà III | 1851 | Herschel va nomenar els quatre satèl·lits coneguts d'Urà en Astronomische Nachrichten, vol. 34, No. 812, pag. 325-26, 21 de juny de 1852 (comunicació de data 26 de maig de 1852.) |
| Segle XIX  | 1852              | John Herschel | Titània | | Urà V | 1787 | Herschel va nomenar els quatre satèl·lits coneguts d'Urà en Astronomische Nachrichten, vol. 34, No. 812, pag. 325-26, 21 de juny de 1852 (comunicació de data 26 de maig de 1852.) |
| Segle XIX  | 1852              | John Herschel | Oberó | | Urà IV | 1787 | Herschel va nomenar els quatre satèl·lits coneguts d'Urà en Astronomische Nachrichten, vol. 34, No. 812, pag. 325-26, 21 de juny de 1852 (comunicació de data 26 de maig de 1852.) |
| Segle XIX  | 1878              | Asaph Hall | Fobos | | Mart I | 1877 | Hall va nomenar els seus dos satèl·lits recentment descoberts de Mart, Phobus i Deimus: Astronomische Nachrichten, Vol. 92, No. 2187, pag. 47-48 14 de març de 1878 (signat el 7 de febrer de 1878). Els noms van ser posteriorment modificats a Phobos (Fobos) i Deimos.                                                                                               |
| Segle XIX  | 1878              | Asaph Hall | Deimos | | Mart II | 1877 | Hall va nomenar els seus dos satèl·lits recentment descoberts de Mart, Phobus i Deimus: Astronomische Nachrichten, Vol. 92, No. 2187, pag. 47-48 14 de març de 1878 (signat el 7 de febrer de 1878). Els noms van ser posteriorment modificats a Phobos (Fobos) i Deimos.                                                                                               |
| Segle XIX  | 1880              | Camille Flammarion | Tritó | | Neptú I | 1846 | Flammarion va suggerir el nom de Tritó en el seu llibre de 1880, Astronomie populaire, pag. 591. El nom va ser considerat oficiós durant dècades després. |
| Segle XIX  | ca. 1893          | Camille Flammarion | Amaltea | | Júpiter V | 1892 | Flammarion va suggerir el nom d'Amaltea en correspondència amb el descobridor E. E. Barnard. Barnard va declinar proposar cap nom, no obstant això, i Amaltea va seguir sent un nom no oficial fins a la seva aprovació per la Unió Astronòmica Internacional en 1975.                                                                                                  |
| Segle XIX  | Abril de 1899     | William Henry Pickering | Febe | | Saturn IX | 1899 | Pickering va suggerir el nom de Phoebe en A New Satellite of Saturn, Astrophysical Journal, vol. 9, No. 4, pag. 274-76, abril de 1899, pel seu germà Edward C. Pickering. |
| Segle XX   | Abril de 1939     | Seth Barnes Nicholson va declinar nomenar els satèl·lits de Júpiter que havia descobert (Publications of the Astronomical Society of the Pacific, Vol. 51, No. 300, pag. 85?94, signat al març de 1939) | Seth Barnes Nicholson va declinar nomenar els satèl·lits de Júpiter que havia descobert (Publications of the Astronomical Society of the Pacific, Vol. 51, No. 300, pag. 85?94, signat al març de 1939) | Seth Barnes Nicholson va declinar nomenar els satèl·lits de Júpiter que havia descobert (Publications of the Astronomical Society of the Pacific, Vol. 51, No. 300, pag. 85?94, signat al març de 1939) | Seth Barnes Nicholson va declinar nomenar els satèl·lits de Júpiter que havia descobert (Publications of the Astronomical Society of the Pacific, Vol. 51, No. 300, pag. 85?94, signat al març de 1939) | Seth Barnes Nicholson va declinar nomenar els satèl·lits de Júpiter que havia descobert (Publications of the Astronomical Society of the Pacific, Vol. 51, No. 300, pag. 85?94, signat al març de 1939) | Seth Barnes Nicholson va declinar nomenar els satèl·lits de Júpiter que havia descobert (Publications of the Astronomical Society of the Pacific, Vol. 51, No. 300, pag. 85?94, signat al març de 1939) |
| Segle XX   | Juny de 1949      | Gerard P. Kuiper | Miranda | | Urà I | 1948 | Kuiper va proposar el nom de Miranda en el seu informe del descobriment, The Fifth Satellite of Uranus, Publications of the Astronomical Society of the Pacific, Vol. 61, No. 360, pag. 129, juny de 1949. |
| Segle XX   | Agost de 1949     | Gerard P. Kuiper | Nereida | | Neptú II | 1949 | Kuiper va proposar el nom de Nereida en el seu informe del descobriment, The second satellite of Neptune, Publications of the Astronomical Society of the Pacific, Vol. 61, No. 361, pag. 175?76, agost de 1949. |
| Segle XX   | 1 d'agost de 1967 | Audouin Dollfus | Janus | | Saturn X | 1966 | Dollfus el va anomenar Janus en un informe l'1 de febrer de 1967 relatant el seu descobriment (). |

### Noms de la UAI
Els següents noms van ser seleccionats mitjançant un procés formal de control de la UAI. Només en uns pocs casos una persona va triar el nom identificatiu.

#### Segle XX
| Data             | Nom       | Arxiu | Planeta/ Nombre de designació | Data descobriment                           | Referències/Notes |
| ---------------- | --------- | ----- | ----------------------------- | ------------------------------------------- | --- |
| 7 octubre 1975   | Himalia   |       | Júpiter VI                    | 1904                                        | . També es va confirmar Amalthea. |
| 7 octubre 1975   | Elara     |       | Júpiter VII                   | 1905                                        | . També es va confirmar Amalthea. |
| 7 octubre 1975   | Pasífae   |       | Júpiter VIII                  | 1908                                        | . També es va confirmar Amalthea. |
| 7 octubre 1975   | Sinope    |       | Júpiter IX                    | 1914                                        | . També es va confirmar Amalthea. |
| 7 octubre 1975   | Lisitea   |       | Júpiter X                     | 1938                                        | . També es va confirmar Amalthea. |
| 7 octubre 1975   | Carme     |       | Júpiter XI                    | 1938                                        | . També es va confirmar Amalthea. |
| 7 octubre 1975   | Anance    |       | Júpiter XII                   | 1951                                        | . També es va confirmar Amalthea. |
| 7 octubre 1975   | Leda      |       | Júpiter XIII                  | 1974                                        | . També es va confirmar Amalthea. |
| 1982             | Epimeteu  |       | Saturn XI                     | 1980                                        | Transactions of the International Astronomical Union, Vol. XVIIIA, 1982. Mentioned in IAUC 3872. També es va confirmar el nom Janus. |
| 1982             | Telest    |       | Saturn XIII                   | 1980                                        | Transactions of the International Astronomical Union, Vol. XVIIIA, 1982. Mentioned in IAUC 3872. També es va confirmar el nom Janus. |
| 1982             | Calipso   |       | Saturn XIV                    | 1980                                        | Transactions of the International Astronomical Union, Vol. XVIIIA, 1982. Mentioned in IAUC 3872. També es va confirmar el nom Janus. |
| 30 setembre 1983 | Tebe      |       | Júpiter XIV                   | 1979                                        | IAUC 3872: Satellites of Jupiter and Saturn |
| 30 setembre 1983 | Adrastea  |       | Júpiter XV                    | 1979                                        | IAUC 3872: Satellites of Jupiter and Saturn |
| 30 setembre 1983 | Metis     |       | Júpiter XVI                   | 1979                                        | IAUC 3872: Satellites of Jupiter and Saturn |
| 30 setembre 1983 | Atles     |       | 1980                          | IAUC 3872: Satellites of Jupiter and Saturn | |
| 3 gener 1986     | Prometeu  |       | Saturn XVI                    | IAUC 4157: Satellites of Saturn and Pluto   | |
| 3 gener 1986     | Pandora   |       | Saturn XVII                   | IAUC 4157: Satellites of Saturn and Pluto   | |
| 3 gener 1986     | Caront    |       | Plutó I                       | 1978                                        | IAUC 4157: Satellites of Saturn and Pluto. James W. Christy va anunciar el nom Caront poc després del seu descobriment del satèl·lit el 1978, però el nom es va mantenir no oficial fins a la seva aprovació per l'IAU l'any 1986. |
| 8 juny 1988      | Helena    |       | Saturn XII                    | 1980                                        | IAUC 4609: Satellites of Saturn and Uranus |
| 8 juny 1988      | Cordèlia  |       | Urà VI                        | 1986                                        | IAUC 4609: Satellites of Saturn and Uranus |
| 8 juny 1988      | Ofèlia    |       | Urà VII                       | 1986                                        | IAUC 4609: Satellites of Saturn and Uranus |
| 8 juny 1988      | Bianca    |       | Urà VIII                      | 1986                                        | IAUC 4609: Satellites of Saturn and Uranus |
| 8 juny 1988      | Crèssida  |       | Urà IX                        | 1986                                        | IAUC 4609: Satellites of Saturn and Uranus |
| 8 juny 1988      | Desdèmona |       | Urà X                         | 1986                                        | IAUC 4609: Satellites of Saturn and Uranus |
| 8 juny 1988      | Julieta   |       | Urà XI                        | 1986                                        | IAUC 4609: Satellites of Saturn and Uranus |
| 8 juny 1988      | Pòrcia    |       | Urà XII                       | 1986                                        | IAUC 4609: Satellites of Saturn and Uranus |
| 8 juny 1988      | Rosalina  |       | Urà XIII                      | 1986                                        | IAUC 4609: Satellites of Saturn and Uranus |
| 8 juny 1988      | Belinda   |       | Urà XIV                       | 1986                                        | IAUC 4609: Satellites of Saturn and Uranus |
| 8 juny 1988      | Puck      |       | Urà XV                        | 1985                                        | IAUC 4609: Satellites of Saturn and Uranus |
| 16 setembre 1991 | Pan       |       | Saturn XVIII                  | 1990                                        | [ Enllaç no actiu ] |
| 16 setembre 1991 | Nàiade    |       | Neptú III                     | 1989                                        | [ Enllaç no actiu ] |
| 16 setembre 1991 | Talassa   |       | Neptú IV                      | 1989                                        | [ Enllaç no actiu ] |
| 16 setembre 1991 | Despina   |       | Neptú V                       | 1989                                        | [ Enllaç no actiu ] |
| 16 setembre 1991 | Galatea   |       | Neptú VI                      | 1989                                        | [ Enllaç no actiu ] |
| 16 setembre 1991 | Làrissa   |       | Neptú VII                     | 1989                                        | [ Enllaç no actiu ] |
| 16 setembre 1991 | Proteu    |       | Neptú VIII                    | 1989                                        | [ Enllaç no actiu ] |
| 30 abril 1998    | Caliban   |       | Urà XVI                       | 1997                                        | B. J. Gladman, P. D. Nicholson, J. A. Burns, J. J. Kavelaars, B. G. Marsden, G. V. Williams and W. B. Offutt propose the names Caliban and Sycorax in their account of the discovery: Discovery of two distant irregular moons of Uranus, Nature, Vol. 392, pàg. 897?899. (The IAU appears to have adopted these names prior to those reported in IAUC 7479.) |
| 30 abril 1998    | Sicorax   |       | Urà XVII                      | 1997                                        | B. J. Gladman, P. D. Nicholson, J. A. Burns, J. J. Kavelaars, B. G. Marsden, G. V. Williams and W. B. Offutt propose the names Caliban and Sycorax in their account of the discovery: Discovery of two distant irregular moons of Uranus, Nature, Vol. 392, pàg. 897?899. (The IAU appears to have adopted these names prior to those reported in IAUC 7479.) |
| 21 agost 2000    | Pròsper   |       | Urà XVIII                     | 1999                                        | IAUC 7479: Satellites of Uranus |
| 21 agost 2000    | Setebos   |       | Urà XIX                       | 1999                                        | IAUC 7479: Satellites of Uranus |
| 21 agost 2000    | Esteve    |       | Urà XX                        | 1999                                        | IAUC 7479: Satellites of Uranus |

#### Segle XXI
| Noms de la UAI (segles XX-XXI) | Noms de la UAI (segles XX-XXI) | Noms de la UAI (segles XX-XXI) | Noms de la UAI (segles XX-XXI) | Noms de la UAI (segles XX-XXI) | Noms de la UAI (segles XX-XXI) | Noms de la UAI (segles XX-XXI) |
| Data                           | Nom                            | Arxiu                          | Planeta/ Nombre de designació  | Data descobriment              | Referències/Notes |                                |
| ------------------------------ | ------------------------------ | ------------------------------ | ------------------------------ | ------------------------------ | --- | ------------------------------ |
| 22 octubre 2002                | Calírroe                       |                                | Júpiter XVII                   | 1999                           | [ Enllaç no actiu ] |                                |
| 22 octubre 2002                | Temisto                        |                                | Júpiter XVIII                  | 2000                           | [ Enllaç no actiu ] |                                |
| 22 octubre 2002                | Megaclite                      |                                | Júpiter XIX                    | 2001                           | Escrit «Magaclite» en ; corrected 29 November 2002 in . |                                |
| 22 octubre 2002                | Taígete                        |                                | Júpiter XX                     | 2001                           | [ Enllaç no actiu ] |                                |
| 22 octubre 2002                | Caldona                        |                                | Júpiter XXI                    | 2001                           | [ Enllaç no actiu ] |                                |
| 22 octubre 2002                | Harpàlice                      |                                | Júpiter XXII                   | 2000                           | [ Enllaç no actiu ] |                                |
| 22 octubre 2002                | Càlice                         |                                | Júpiter XXIII                  | 2001                           | [ Enllaç no actiu ] |                                |
| 22 octubre 2002                | Iocasta                        |                                | Júpiter XXIV                   | 2001                           | [ Enllaç no actiu ] |                                |
| 22 octubre 2002                | Erínome                        |                                | Júpiter XXV                    | 2001                           | [ Enllaç no actiu ] |                                |
| 22 octubre 2002                | Isònoe                         |                                | Júpiter XXVI                   | 2001                           | [ Enllaç no actiu ] |                                |
| 22 octubre 2002                | Praxídice                      |                                | Júpiter XXVII                  | 2001                           | [ Enllaç no actiu ] |                                |
| 8 agost 2003                   | Autònoe                        |                                | Júpiter XXVIII                 | 2002                           | IAUC 8177: Satellites of Jupiter, Saturn, Uranus |                                |
| 8 agost 2003                   | Tíone                          |                                | Júpiter XXIX                   | 2002                           | IAUC 8177: Satellites of Jupiter, Saturn, Uranus |                                |
| 8 agost 2003                   | Hermipe                        |                                | Júpiter XXX                    | 2002                           | IAUC 8177: Satellites of Jupiter, Saturn, Uranus |                                |
| 8 agost 2003                   | Etna                           |                                | Júpiter XXXI                   | 2002                           | IAUC 8177: Satellites of Jupiter, Saturn, Uranus |                                |
| 8 agost 2003                   | Eurídome                       |                                | Júpiter XXXII                  | 2002                           | IAUC 8177: Satellites of Jupiter, Saturn, Uranus |                                |
| 8 agost 2003                   | Euante                         |                                | Júpiter XXXIII                 | 2002                           | IAUC 8177: Satellites of Jupiter, Saturn, Uranus |                                |
| 8 agost 2003                   | Eupòria                        |                                | Júpiter XXXIV                  | 2002                           | IAUC 8177: Satellites of Jupiter, Saturn, Uranus |                                |
| 8 agost 2003                   | Ortòsia                        |                                | Júpiter XXXV                   | 2002                           | IAUC 8177: Satellites of Jupiter, Saturn, Uranus |                                |
| 8 agost 2003                   | Sponde                         |                                | Júpiter XXXVI                  | 2002                           | IAUC 8177: Satellites of Jupiter, Saturn, Uranus |                                |
| 8 agost 2003                   | Cale                           |                                | Júpiter XXXVII                 | 2002                           | IAUC 8177: Satellites of Jupiter, Saturn, Uranus |                                |
| 8 agost 2003                   | Pasítea                        |                                | Júpiter XXXVIII                | 2002                           | IAUC 8177: Satellites of Jupiter, Saturn, Uranus |                                |
| 8 agost 2003                   | Ymir                           |                                | Saturn XIX                     | 2000                           | IAUC 8177: Satellites of Jupiter, Saturn, Uranus |                                |
| 8 agost 2003                   | Paaliaq                        |                                | Saturn XX                      | 2000                           | IAUC 8177: Satellites of Jupiter, Saturn, Uranus |                                |
| 8 agost 2003                   | Tarvos                         |                                | Saturn XXI                     | 2000                           | IAUC 8177: Satellites of Jupiter, Saturn, Uranus |                                |
| 8 agost 2003                   | Ijiraq                         |                                | Saturn XXII                    | 2000                           | IAUC 8177: Satellites of Jupiter, Saturn, Uranus |                                |
| 8 agost 2003                   | Suttungr                       |                                | Saturn XXIII                   | 2000                           | Escrit «Suttung» en IAUC 8177; esmenat el 21 de gener de 2005 en .                                                                                              |                                |
| 8 agost 2003                   | Kiviuq                         |                                | Saturn XXIV                    | 2000                           | IAUC 8177: Satellites of Jupiter, Saturn, Uranus |                                |
| 8 agost 2003                   | Mundilfari                     |                                | Saturn XXV                     | 2000                           | IAUC 8177: Satellites of Jupiter, Saturn, Uranus |                                |
| 8 agost 2003                   | Albiorix                       |                                | Saturn XXVI                    | 2000                           | IAUC 8177: Satellites of Jupiter, Saturn, Uranus |                                |
| 8 agost 2003                   | Skadi                          |                                | Saturn XXVII                   | 2000                           | Escrit «Skadi»en IAUC 8177; esmenat el 21 de gener de 2005 en .                                                                                                 |                                |
| 8 agost 2003                   | Erriapo                        |                                | Saturn XXVIII                  | 2000                           | Escrit «Erriapo» en IAUC 8177; corregit el 14 de desembre de 2007 (USGS Arxivat 2014-02-02 a Wayback Machine.)                                                  |                                |
| 8 agost 2003                   | Siarnaq                        |                                | Saturn XXIX                    | 2000                           | IAUC 8177: Satellites of Jupiter, Saturn, Uranus |                                |
| 8 agost 2003                   | Thrymr                         |                                | Saturn XXX                     | 2000                           | Escrit «Thrym» en IAUC 8177; esmenat el 21 de gener de 2005 en .                                                                                                |                                |
| 8 agost 2003                   | Tríncul                        |                                | Urà XXI                        | 2002                           | IAUC 8177: Satellites of Jupiter, Saturn, Uranus |                                |
| 21 gener 2005                  | Narvi                          |                                | Saturn XXXI                    | 2003                           | [ Enllaç no actiu ] |                                |
| 21 gener 2005                  | Metone                         |                                | Saturn XXXII                   | 2004                           | [ Enllaç no actiu ] |                                |
| 21 gener 2005                  | Pal·lene                       |                                | Saturn XXXIII                  | 2004                           | [ Enllaç no actiu ] |                                |
| 21 gener 2005                  | Pòl·lux                        |                                | Saturn XXXIV                   | 2004                           | [ Enllaç no actiu ] |                                |
| 30 març 2005                   | Hegèmone                       |                                | Júpiter XXXIX                  | 2003                           | [ Enllaç no actiu ] |                                |
| 30 març 2005                   | Mnemea                         |                                | Júpiter XL                     | 2003                           | [ Enllaç no actiu ] |                                |
| 30 març 2005                   | Aedea                          |                                | Júpiter XLI                    | 2003                           | [ Enllaç no actiu ] |                                |
| 30 març 2005                   | Telxínoe                       |                                | Júpiter XLII                   | 2004                           | [ Enllaç no actiu ] |                                |
| 30 març 2005                   | Ars                            |                                | Júpiter XLIII                  | 2002                           | [ Enllaç no actiu ] |                                |
| 30 març 2005                   | Cal·lícore                     |                                | Júpiter XLIV                   | 2003                           | [ Enllaç no actiu ] |                                |
| 30 març 2005                   | Heliké                         |                                | Júpiter XLV                    | 2003                           | [ Enllaç no actiu ] |                                |
| 30 març 2005                   | Carpo                          |                                | Júpiter XLVI                   | 2003                           | [ Enllaç no actiu ] |                                |
| 30 març 2005                   | Eucèlade                       |                                | Júpiter XLVII                  | 2003                           | [ Enllaç no actiu ] |                                |
| 30 març 2005                   | Cilene                         |                                | Júpiter XLVIII                 | 2003                           | [ Enllaç no actiu ] |                                |
| 29 desembre 2005               | Francesc                       |                                | Urà XXII                       | 2006                           | IAUC 8648: Satellites of Uranus |                                |
| 29 desembre 2005               | Margarida                      |                                | Urà XXIII                      | 2006                           | IAUC 8648: Satellites of Uranus |                                |
| 29 desembre 2005               | Ferdinand                      |                                | Urà XXIV                       | 2006                           | IAUC 8648: Satellites of Uranus |                                |
| 29 desembre 2005               | Perdita                        |                                | Urà XXV                        | 2006                           | IAUC 8648: Satellites of Uranus |                                |
| 29 desembre 2005               | Mab                            |                                | Urà XXVI                       | 2006                           | IAUC 8648: Satellites of Uranus |                                |
| 29 desembre 2005               | Cupido                         |                                | Urà XXVII                      | 2006                           | IAUC 8648: Satellites of Uranus |                                |
| 21 juny 2006                   | Nix                            |                                | Plutó II                       | 2005                           | IAUC 8723: Satellites of Pluto |                                |
| 21 juny 2006                   | Hidra                          |                                | Plutó III                      | 2005                           | IAUC 8723: Satellites of Pluto |                                |
| 17 juliol 2006                 | Dafne                          |                                | Saturn XXXV                    | 2005                           | [ Enllaç no actiu ] |                                |
| 13 setembre 2006               | Disnòmia                       |                                | Eris I                         | 2005                           | IAUC 8747: (134340) Pluto, (136199) Eris, and (136199) Eris I (Dysnomia)                                                                                        |                                |
| 3 febrer 2007                  | Halimedes                      |                                | Neptú IX                       | 2002                           | IAUC 8802: Satellites of Neptune |                                |
| 3 febrer 2007                  | Psàmate                        |                                | Neptú X                        | 2003                           | IAUC 8802: Satellites of Neptune |                                |
| 3 febrer 2007                  | Sao                            |                                | Neptú XI                       | 2002                           | IAUC 8802: Satellites of Neptune |                                |
| 3 febrer 2007                  | Laomedeia                      |                                | Neptú XII                      | 2002                           | IAUC 8802: Satellites of Neptune |                                |
| 3 febrer 2007                  | Neso                           |                                | Neptú XIII                     | 2002                           | IAUC 8802: Satellites of Neptune |                                |
| 5 abril 2007                   | Kore                           |                                | Júpiter XLIX                   | 2003                           | [ Enllaç no actiu ] |                                |
| 5 abril 2007                   | Ægir                           |                                | Saturn XXXVI                   | 2004                           | [ Enllaç no actiu ] |                                |
| 5 abril 2007                   | Bebhionn                       |                                | Saturn XXXVII                  | 2004                           | [ Enllaç no actiu ] |                                |
| 5 abril 2007                   | Bergelmir                      |                                | Saturn XXXVIII                 | 2004                           | [ Enllaç no actiu ] |                                |
| 5 abril 2007                   | Bestla                         |                                | Saturn XXXIX                   | 2004                           | [ Enllaç no actiu ] |                                |
| 5 abril 2007                   | Farbauti                       |                                | Saturn XL                      | 2004                           | [ Enllaç no actiu ] |                                |
| 5 abril 2007                   | Fenrir                         |                                | Saturn XLI                     | 2004                           | [ Enllaç no actiu ] |                                |
| 5 abril 2007                   | Fornjot                        |                                | Saturn XLII                    | 2004                           | [ Enllaç no actiu ] |                                |
| 5 abril 2007                   | Hati                           |                                | Saturn XLIII                   | 2004                           | [ Enllaç no actiu ] |                                |
| 5 abril 2007                   | Hyrrokkin                      |                                | Saturn XLIV                    | 2004                           | Escrit «Hyrokkin» en ; corregit el 31 de juliol de 2007 en |                                |
| 5 abril 2007                   | Kari                           |                                | Saturn XLV                     | 2006                           | [ Enllaç no actiu ] |                                |
| 5 abril 2007                   | Loge                           |                                | Saturn XLVI                    | 2006                           | [ Enllaç no actiu ] |                                |
| 5 abril 2007                   | Skoll                          |                                | Saturn XLVII                   | 2006                           | [ Enllaç no actiu ] |                                |
| 5 abril 2007                   | Surtur                         |                                | Saturn XLVIII                  | 2006                           | [ Enllaç no actiu ] |                                |
| 20 setembre 2007               | Antea                          |                                | Saturn XLIX                    | 2007                           | [ Enllaç no actiu ] |                                |
| 20 setembre 2007               | Jarnsaxa                       |                                | Saturn L                       | 2006                           | [ Enllaç no actiu ] |                                |
| 20 setembre 2007               | Greip                          |                                | Saturn LI                      | 2006                           | [ Enllaç no actiu ] |                                |
| 20 setembre 2007               | Tarqeq                         |                                | Saturn LII                     | 2007                           | [ Enllaç no actiu ] |                                |
| 17 setembre 2008               | Hiʻiaka                        |                                | Haumea I                       | 2005                           | |                                |
| 17 setembre 2008               | Namaka                         |                                | Haumea II                      | 2005                           | |                                |
| 5 maig 2009                    | Aegaeon                        |                                | Saturn LIII                    | 2009                           | IAUC 9041: New name/designation of satellite of Saturn (LIII), S/2008 S 1. (subscription only)                                                                  |                                |
| 11 novembre 2009               | Herse                          |                                | Júpiter L                      | 2003                           | IAUC 9094: Designation and name assigned to S/2003 J 17 (the 50th satellite of Jupiter to be sota designated and named): Jupiter L (Herse). (subscription only) |                                |
| 2 juliol 2013                  | Cèrber                         |                                | Plutó IV                       | 2011                           | IAU1303 News Release Arxivat 2014-04-29 a Wayback Machine. |                                |
| 2 juliol 2013                  | Estix                          |                                | Plutó V                        | 2012                           | IAU1303 News Release Arxivat 2014-04-29 a Wayback Machine. |                                |
| 7 març 2015                    | (sense anomenar)               |                                | Júpiter LI                     | 2010                           | CBET (Central Bureau Electronic Telegram) 4075: 20150307: Satellites of Jupiter, March 7, 2015 (subscription only)                                              |                                |
| 7 març 2015                    | (sense nomenar)                |                                | Júpiter LII                    | 2010                           | CBET (Central Bureau Electronic Telegram) 4075: 20150307: Satellites of Jupiter, March 7, 2015 (subscription only)                                              |                                |
| 7 març 2015                    | Dia                            |                                | Júpiter LIII                   | 2000                           | CBET (Central Bureau Electronic Telegram) 4075: 20150307: Satellites of Jupiter, March 7, 2015 (subscription only)                                              |                                |
| 9 juny 2017                    | (sense anomenar)               |                                | Júpiter LIV                    | 2016                           | MPC 104935 |                                |
| 9 juny 2017                    | (sense nomenar)                |                                | Júpiter LV                     | 2003                           | MPC 104935 |                                |
| 9 juny 2017                    | (sense nomenar)                |                                | Júpiter LVI                    | 2011                           | MPC 104935 |                                |
| 9 juny 2017                    | (sense nomenar)                |                                | Júpiter LVII                   | 2003                           | MPC 104935 |                                |
| 9 juny 2017                    | (sense nomenar)                |                                | Júpiter LVIII                  | 2003                           | MPC 104935 |                                |
| 9 juny 2017                    | (sense nomenar)                |                                | Júpiter LIX                    | 2017                           | MPC 104935 |                                |